# Reanimations
 (juillet 2018).
Si vous disposez d'ouvrages ou d'articles de référence ou si vous connaissez des sites web de qualité traitant du thème abordé ici, merci de compléter l'article en donnant les références utiles à sa vérifiabilité et en les liant à la section « Notes et références ».
Ne doit pas être confondu avec Réanimation.
Albums de Avulsed
Gorespattered suicide
Reanimations est le septième album de Avulsed. Il contient six chansons par Avulsed (dont trois reprises) et dix reprises de Avulsed par d'autres groupes.

## Liste des morceaux
Avulsed
1. River runs red : 5 min 23 s
2. Foetal consolation : 3 min 01 s
3. Unconcious pleasure : 4 min 12 s
4. Piranha (De Exodus) : 3 min 55 s
5. I wanna be somebody (De W.A.S.P. ) : 3 min 43 s
6. Mental misery (De Gorefest) : 4 min 53 s

Autres groupes
1. Powdered flesh (Par Terroristars) : 3 min 47 s
2. Devourer of the dead (Par In Element) : 5 min 04 s
3. Stabwound orgasm (Par Carnavage) : 3 min 20 s
4. Blessed by gore (Par Witches' Sabbath) : 5 min 05 s
5. Gorespattered suicide (Par Flesh Embraced) : 3 min 31 s
6. Sweet lobotomy (Par Kaothic) : 5 min 11 s
7. Protervia (Par Byleth) : 4 min 50 s
8. Sick sick sex (Par Abyfs) : 4 min 21 s
9. Stabwound orgasm (Par Zardonic) : 6 min 05 s

Clip vidéo
1. Let me taste your flesh : 3 min 58 s

## Formation
- Dave Rotten : chant
- Cabra : guitare
- Riki : batterie
- Juancar : guitare
- Tana : basse